# Meridiano 120 este
El meridiano 120 este es una línea de longitud que se extiende desde el Polo Norte atravesando el océano Ártico, Asia, el océano Índico, Australia, el océano Antártico y la Antártida hasta el Polo Sur.
El meridiano 120 este forma un gran círculo con el meridiano 60 oeste.

## De Polo a Polo
Comenzando en el Polo Norte y dirigiéndose hacia el Polo Sur, el meridiano atraviesa:
| Coordenadas                        | País, territorio o mar     | Notas |
| ---------------------------------- | -------------------------- | --- |
| 90°0′N 120°0′E / 90.000, 120.000   | Océano Ártico              | Mar de Láptev |
| 78°22′N 120°0′E / 78.367, 120.000  | Mar de Láptev              | |
| 73°10′N 120°0′E / 73.167, 120.000  | Rusia                      | |
| 51°31′N 120°0′E / 51.517, 120.000  | China                      | Mongolia Interior Liaoning – desde 41°42′N 120°0′E / 41.700, 120.000 |
| 40°4′N 120°0′E / 40.067, 120.000   | Mar de Bohai               | |
| 37°25′N 120°0′E / 37.417, 120.000  | China                      | Shandong (Península de Shandong) |
| 35°43′N 120°0′E / 35.717, 120.000  | Mar Amarillo               | |
| 34°26′N 120°0′E / 34.433, 120.000  | China                      | Jiangsu Zhejiang – desde 31°1′N 120°0′E / 31.017, 120.000, pasando al oeste de Hangzhou (en 30°15′N 120°10′E / 30.250, 120.167) Fujian – desde 27°19′N 120°0′E / 27.317, 120.000 |
| 26°36′N 120°0′E / 26.600, 120.000  | Mar de China Oriental      | |
| 25°23′N 120°0′E / 25.383, 120.000  | Mar de la China Meridional | Pasando a través del Estrecho de Taiwán, al oeste de la isla de Taiwán, República de China (en 23°5′N 120°2′E / 23.083, 120.033)                                                 |
| 16°20′N 120°0′E / 16.333, 120.000  | Filipinas                  | Anda de Pangasinán y Luzón |
| 15°17′N 120°0′E / 15.283, 120.000  | Mar de la China Meridional | Pasando al oeste de la isla de Lubang, Filipinas (en 13°53′N 120°1′E / 13.883, 120.017)                                                                                          |
| 12°16′N 120°0′E / 12.267, 120.000  | Filipinas                  | Islas de Busuanga y Culión |
| 11°41′N 120°0′E / 11.683, 120.000  | Mar de Joló                | |
| 10°34′N 120°0′E / 10.567, 120.000  | Filipinas                  | Islas de Dumaran |
| 10°33′N 120°0′E / 10.550, 120.000  | Mar de Joló                | Pasando a través del arrecife de Tubbataha, Filipinas (en 8°55′N 120°0′E / 8.917, 120.000)                                                                                       |
| 5°56′N 120°0′E / 5.933, 120.000    | Filipinas                  | Isla de Laparan |
| 5°52′N 120°0′E / 5.867, 120.000    | Mar de Joló                | |
| 5°14′N 120°0′E / 5.233, 120.000    | Filipinas                  | Islas de Tawi-Tawi y Bilatan |
| 4°57′N 120°0′E / 4.950, 120.000    | Mar de Célebes             | |
| 1°12′N 120°0′E / 1.200, 120.000    | Estrecho de Macasar        | |
| 0°29′N 120°0′E / 0.483, 120.000    | Indonesia                  | Isla de Célebes |
| 5°34′S 120°0′E / -5.567, 120.000   | Mar de Flores              | |
| 8°27′S 120°0′E / -8.450, 120.000   | Indonesia                  | Isla de Flores |
| 8°49′S 120°0′E / -8.817, 120.000   | Estrecho de Sumba          | |
| 9°22′S 120°0′E / -9.367, 120.000   | Indonesia                  | Isla de Sumba |
| 10°2′S 120°0′E / -10.033, 120.000  | Océano Índico              | |
| 19°56′S 120°0′E / -19.933, 120.000 | Australia                  | Australia Occidental |
| 33°56′S 120°0′E / -33.933, 120.000 | Océano Índico              | |
| 60°0′S 120°0′E / -60.000, 120.000  | Océano Antártico           | |
| 66°52′S 120°0′E / -66.867, 120.000 | Antártida                  | Territorio Antártico Australiano, reclamado por Australia |